# Traens
El Traens o Traïs (en grec antic Τράεις o Τράενς) era un riu del Brutium on es va lliurar una gran batalla entre Síbaris i Crotona. Els habitants de Crotona van derrotar els sibarites i van destruir la seva ciutat l'any 510 aC.
Els sibarites, que 50 anys després van contribuir a fundar la ciutat de Túrios, van ser expulsats d'allà i es van establir precisament vora d'aquest riu, escenari d'una catàstrofe, però en van tornar a ser expulsats aviat pels atacs de les tribus salvatges de la rodalia, que els van massacrar.
El riu és l'actual Trionto, que desaigua al golf de Tàrent prop de Rossano i que dona nom allí al Capo di Trionto.